# 大哈季亚河
大哈季亚河（俄语：Река Большая Хадя）或瑚叶克河，是哈巴罗夫斯克边疆区的河流，源起普洛斯卡亚山和戈列雷山间，长100公里，流域面积1990平方公里，注入苏维埃港。

## 引用
1. ↑  谭其骧 (编). . 中国地图出版社. 1982-1987.
2. ↑  А·П·穆拉诺夫. . 列宁格勒: 气象出版社. 1966 （俄语）.
3. ↑  . 列宁格勒: 气象出版社 （俄语）.
4. ↑  Т·А·基谢尔科瓦娅. . 列宁格勒: 气象出版社. 1977 （俄语）.
5. ↑  . Verumwiki.   [2024-08-16]. （原始内容存档于2023-02-12） （俄语）.